# マイケル・アンドレッティ
マイケル・マリオ・アンドレッティ（Michael Mario Andretti、1962年10月5日 - ）はアメリカ合衆国ペンシルベニア州ベスレヘム出身の元レーシングドライバー。1991年のCARTチャンピオン。
父はF1とインディカー・ワールドシリーズの元チャンピオンで1969年のインディ500優勝者のマリオ・アンドレッティ。息子のマルコと従兄弟のジョンとアダムは現役のレーシングドライバー、叔父のアルドと末弟のジェフも元レーシングドライバーである。
2020年現在はインディカー・シリーズに参戦している、アンドレッティ・オートスポーツオーナー。

## 経歴
1981年に北アメリカ・フォーミュラ・フォード、1982年に北アメリカ・フォーミュラ・スーパー・veeでチャンピオンを獲得。1983年も北アメリカ・フォーミュラ・アトランティックでチャンピオンを獲得し、また2度目の参戦となったル・マン24時間レースでは、父マリオ、フィリップ・アリオーと組んで総合3位に入っている。順調にキャリアを積み重ね、同年の終盤にはインディカー・ワールドシリーズ（CART）への参戦を開始。翌1984年より本格参戦となりこの年は最高3位、1985年は最高位2位と順位を上昇させていった。
1986年に、初優勝を含め3勝を挙げランキング2位に食い込むと（PPも3回記録）、1987年にも4勝・2PPでランキング2位に入る等、ほぼ毎年優勝・PPを記録しランキング上位に顔を出すようになる。ただし1988年は未勝利でランキング6位に終わった（PPは1回マークし、非選手権では勝利も記録）。

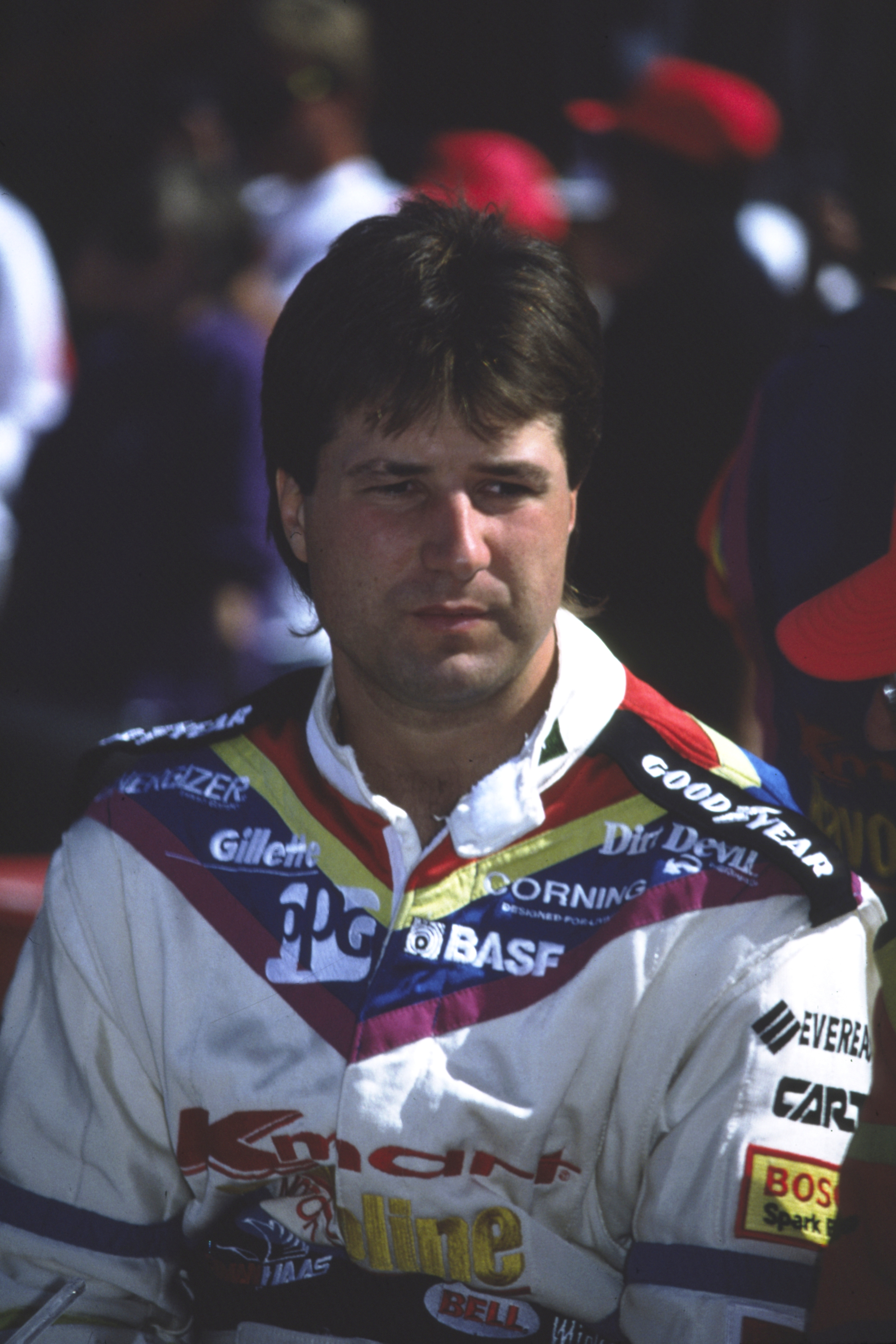
インディカー時代（1991年）

1989年よりニューマン・ハース・レーシングに所属。移籍初年度に2勝・2PPでランキング3位、2年目の1990年に5勝・4PPでランキング2位となり、1991年には8勝・8PPで念願のシリーズチャンピオンに輝く。1992年も1勝・3PPでランキング2位となり、アメリカにおいて、最も成功を収めたレーサーとしての地位を築いた。

### F1参戦

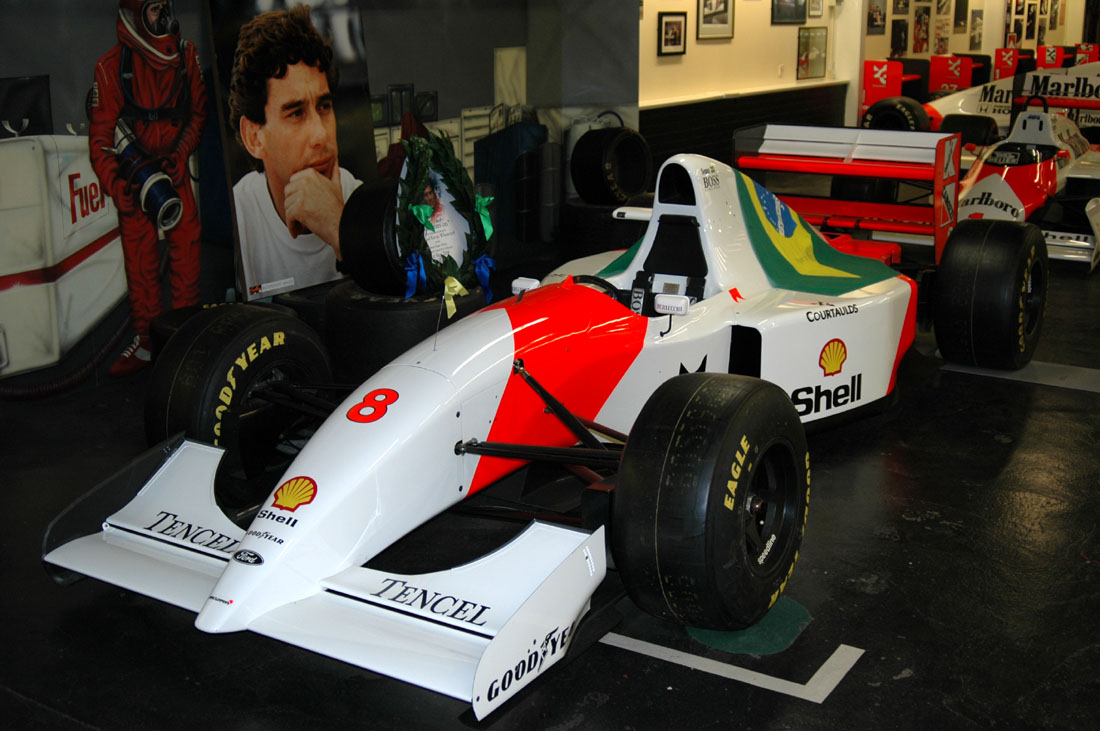
マイケルが1993年のF1でドライブしたマクラーレン・MP4/8

父のF1時代にGPに同行していたマイケルは、アメリカ人ながら元々F1で成功することを夢としていた。1991年秋にフェラーリがチーム批判を繰り返したアラン・プロストを解雇した時にはプロストの後任としてフェラーリでF1に転向するのではないかと話題になり、1991年・1992年とマクラーレン・ホンダのテストに参加した後、1993年にマクラーレンと本契約を結び、F1参戦が実現した。ただし、アンドレッティ曰く、1992年のフェラーリ入りは交渉も進み大詰めを迎えていたのだが、ニューマン・ハース側がその契約を認めず破棄したため、実現しなかったとしている。紆余曲折あり、インディカーチャンピオン経験者としてF1参戦することになったマイケルは、契約時に「プロストやアイルトン・セナにも勝つ自信がある」と強気なコメントを発し、F1でも成功できる自信を示していた。
しかし、迎えた開幕戦南アフリカGPではスタートでエンストし、その後デレック・ワーウィックに接触し4周リタイア。第2戦ブラジルGPでは、デビュー2戦目ながら予選5番手を獲得するも、決勝はスタート直後の1コーナーで、ゲルハルト・ベルガーを巻き込んで宙を舞う派手なクラッシュを起こし0周リタイア。そして第3戦ヨーロッパGPでも、オープニング・ラップでカール・ヴェンドリンガーに接触し、0周リタイア。開幕前は注目と期待の大きかったマイケルだが、チームメイトのセナとの予選でのタイム差や、3戦を終了した時点で全て接触リタイア（セナは2勝・2位1回）で全周回合わせても4周足らずという状況に期待の声は急速に薄まっていった。
第4戦サンマリノGPではようやくまともに周回を重ね、一時5位まで上昇したが、結局32周目に単独スピンを喫し4戦連続リタイアに終わった。第5戦スペインGPで5位に入りF1初入賞、その後暫くは完走を続け、第8戦フランスGPでは6位に入り2度目の入賞となった。
しかし第9戦イギリスGPでは、スタート直後にジャン・アレジと接触してスピンを喫し0周リタイア。その後も第10戦ドイツGPでは、5周目の接触事故でリタイア、第11戦ハンガリーGPではスロットルトラブルによりリタイア（マシントラブルによるリタイアはこれのみ）と3戦連続リタイアを喫した。
第12戦ベルギーGPは入賞圏外の8位で完走、続く第13戦イタリアGPでようやく3位表彰台を獲得するが、直後にシーズンの残り3戦を残してマクラーレンとの契約を双方合意の上で解除した。マイケルが翌年からのアメリカ復帰を希望し、アメリカでインディカー有力チームとの交渉を優先するために契約の解除を申し入れ、ロン・デニスがこれに応じたものであった。結局1度もトップはおろか、マイケルとセナが共に完走したレースでは、セナとも同一周回でフィニッシュしたことは無かった。

### アメリカ復帰
1994年にアメリカへ戻ると、以後毎年勝利を記録し、再びCARTのトップドライバーとして活躍。息の長い活躍から、「ミスターCART」と呼ばれるようになっていった。
2003年には、自らのチームアンドレッティ・グリーン・レーシング (AGR) をチーム・グリーンとジョイントする形で結成。インディカー・シリーズへ転向したが、シーズン途中でドライバー業を引退し、チームオーナー業に専念するようになった。
しかし、2006年のインディ500には「カーナンバー"1"」を付け（IRLではチャンピオン自身にではなく、チャンピオンを輩出したチームに1をつける権利がある）参戦し、久々のレースながら3位を獲得。息子マルコも参戦し2位となっており、レースでは親子対決も見られた。また同レースにおいては、ビル・ブコビッチと同様、3代に渡っての参戦となった。

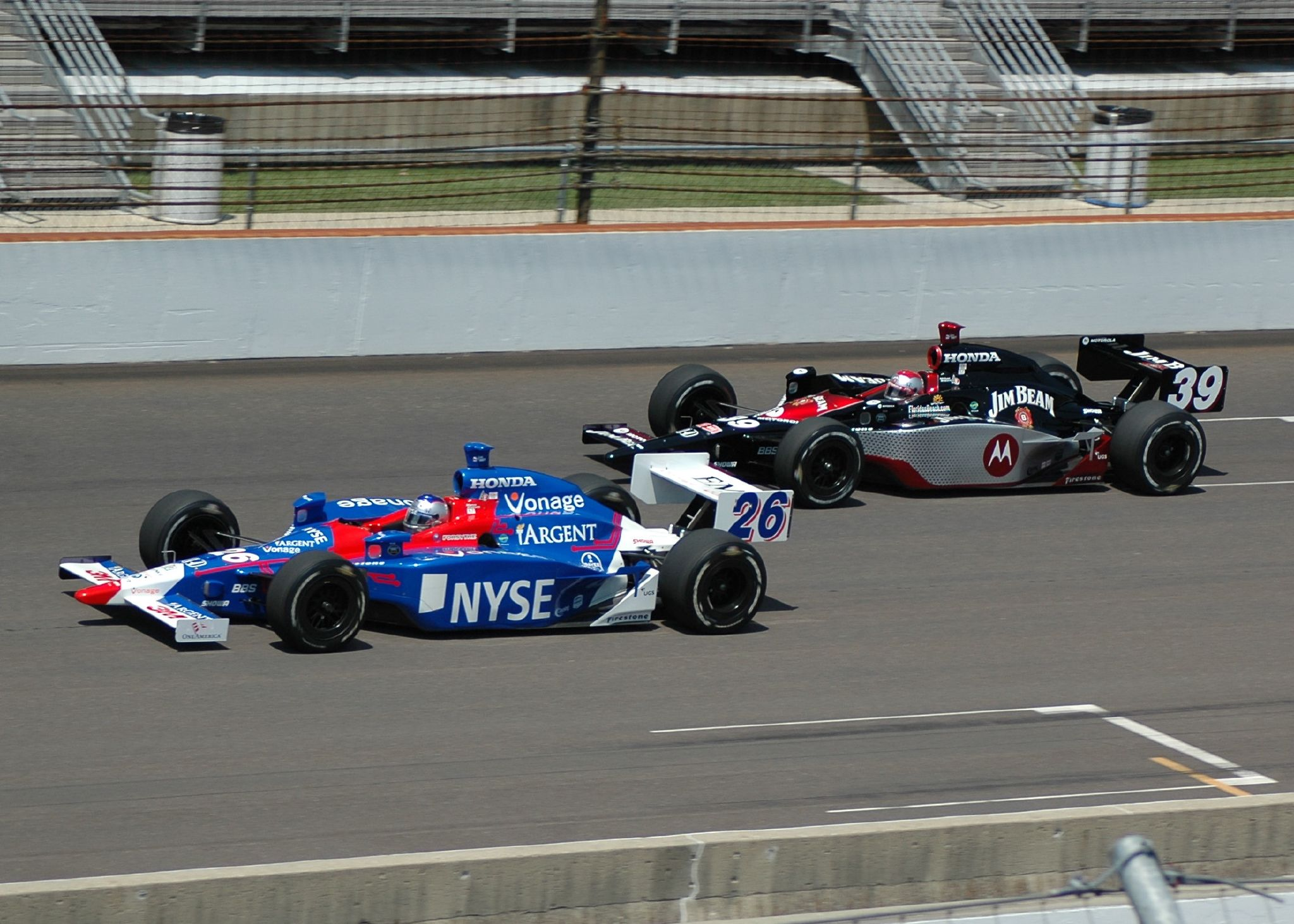
2007年のインディ500、プラクティス。マイケル（右）とマルコ（左）

その後チームはチップ・ガナッシ・レーシングとチーム・ペンスキーの2強に次ぐ有力チームに成長、2007年にダリオ・フランキッティ、2012年にライアン・ハンター＝レイがこのチームでシリーズチャンピオンを獲得した。

## 補足

### F1とインディ(CART)との比較論争
1993年、自身の輝かしいアメリカでのキャリアに比べて、F1で思うような成績を収められなかったことと、同年に入れ替わる形でF1からインディカーに転向したナイジェル・マンセルがインディカー初年度の初戦でポールtoウィン達成、そして見事にその年のインディカー・ワールドシリーズチャンピオンを獲得したことにより、F1とインディカーのドライバーのレベル差が論争の的となった。
F1で採用されているスタンディングスタートに不慣れであったことは、開幕から3戦で総周回数4周足らずという結果から見て取れる。マンセルもインディカーのローリングスタートには手を焼いており、レーススタートやリスタートで順位を落とすことが多かった。インディ500でも最後のフルコースコーションでリスタートを失敗し、順位を1位から3位まで落としたことが優勝を逃した理由として大きい。
アンドレッティ以外のケースでは、ジャック・ヴィルヌーヴがインディカーチャンピオン獲得後にF1でもチャンピオンを獲得したが、アレックス・ザナルディはCARTを席巻しチャンピオン獲得後F1に復帰するものの全く結果を残せなかった。ファン・パブロ・モントーヤは1999年にCARTチャンピオンとなりF1に転向、初年度からF1でも活躍しトップクラスのドライバーとして評価を得ている。
2008年にはCART後継シリーズのチャンプカーで4年連続チャンピオンの金字塔を樹立したセバスチャン・ボーデがスクーデリア・トロ・ロッソからF1に参戦し注目を集めたが成績不振で2009年の第9戦ドイツGPを最後に解雇されている。ただし、以上の4人は元々ヨーロッパでのレースからアメリカのレースへ転身した経緯があり（ヴィルヌーヴはヨーロッパと同じロードコースメインの全日本F3、ザナルディはF1経験者）、アメリカのレースをメインにしていたマイケルとは事情が異なる。
アンドレッティが期待と裏腹の成績に終わった理由は、「アメリカのオープンな雰囲気とF1の閉鎖的な雰囲気の違いに馴染めなかった点」「欧州に拠点を置かずレース毎にアメリカからサーキットへ入る生活を続けたことから、なかなか思う通りの成績を収めることができなかった点」「当時のF1マシンはサイドプロテクターが無く、肩まで露出するコックピットに恐怖を覚えていた点」があげられることが多い。
しかし後年、息子であるマルコ・アンドレッティは、｢当時、将来有望で手頃なテストドライバーであったミカ・ハッキネンが父の後ろで控えていたため、マクラーレンが故意にアンドレッティを悪く見られるような作業をした。セナさえも不憫に思い、自身のスペアカーをレースカーに提供したいとチームに進言したほどだった｣と発言し、マクラーレンチームを糾弾している。真偽のほどは定かではないが、マクラーレンはこの発言に対し、公式な回答はしていない。そもそも、シーズン前はハッキネンとアンドレッティのコンビとなる予定だったが、開幕直前にセナがチームに残留することを決意し、その結果、ハッキネンがテストドライバーに降格し、セナとアンドレッティのコンビになったという経緯がある。そのうえ、当時のチームリーダーのロン・デニスは、セナをお気に入りのドライバーとして扱っており、ロータスから移籍したハッキネンに期待をかけていた。そのため、デニスおよびチームが残留したセナを優遇し、ハッキネンを早くデビューさせたいと考え、アンドレッティを冷遇した可能性はある。現にアンドレッティも、チームの雰囲気がセナ・ハッキネンのコンビになるよう自身に圧力をかけていたとしており、チーム内での神経戦があったことは否めない。
ただ、チームメイトがセナだったことがマイナスに働いた可能性はある。もともと、セナは神経質で内向的な性格と言われており、当人はそこまで悪い関係ではなかったとしたものの、デニスもセナは人間関係を築くことが難しい人物であったとコメント。ハッキネンもテストドライバーの間は穏やかな関係であったが、チームメイトになった途端、彼の態度が冷たいものになったことには驚いたが、ポルトガルGPでセナを上回ったことでセナの態度を変える結果となったとコメントしている。
他にも、当時のチーム幹部マーティン・ウィットマーシュの後年のインタビューによれば、彼の起用は商業的な面（エンジン供給先のフォードがアメリカ人のアンドレッティ起用を要求したことや、アメリカでのF1の不人気を懸念したバーニー・エクレストンを始めとするFIA側からの働きかけがあったとされる）やデニスの独断という面があり、自身は乗り気ではなかった。そのうえ、セナがチームメイトに対し冷徹な一面を見せることがあった点から、その点に関してはアンドレッティに対し同情している。ただし、欧州に拠点を作らない生活をしていたことについては批判しており、彼の実力は認めつつもチームメイトとしては力不足であったと考えている。
ただし、マシンの戦闘力に苦しんだ面はある。F1が当時から現在に至るまでチームごとに独自のシャシーかつハンドメイドに近く、チームの状況により成績およびマシンの戦闘力が左右されることが当たり前であった。それに対し、当時のCARTはレイナード、ローラの二社が競技用に生産した量産品に近く、チームやマシンよりドライバーの腕で成績が左右されるのが基本であった。実際、アンドレッティがマクラーレンのテストに参加した1991年と1992年、参戦した1993年のマシンの性能はそれぞれ異なっており、マシンの特性を把握できなかった可能性はある。また、マンセルやヴィルヌーヴが当時最強の戦闘力を発揮していた年のウィリアムズでドライブできたのに対し、ザナルディとボーデは、所属チームにとって不遇の時代であり、マシンの戦闘力が低い時期に参戦した面もある。実際、本人もテストやフリー走行の経験を本番で生かせなかったことは認めている。

### アメリカ人F1ドライバー
アメリカにはCARTやインディカー・シリーズ、NASCARなどの国内カテゴリーが盛んなことや、前者と比べアメリカ国内でのF1の人気が低いこともあり、F1ドライバーが多く輩出されない。父マリオがF1を引退して以降、アメリカ人のF1参戦者はエディ・チーバー、ダニー・サリバン、マイケル、スコット・スピード、アレクサンダー・ロッシ、ローガン・サージェントの6人しかいない。

## 私生活
アンドレッティは1985年11月から1996年までサンドラ・スピノッツィと結婚していた。彼らの間にはマルコ（1987年3月13日 - ）という息子とマリッサ（1990年10月31日 - ）という娘が生まれた。1997年12月24日にレスリー・ウッドと再婚、ルッカ（1999年9月16日 - ）という息子が生まれている。2004年9月7日にレスリーとの離婚を申請。約2年後の2006年7月15日、1994年ミス・ティーンUSAオレゴン州代表でモデル・女優、2000年のPLAYBOY誌プレイメイト・オブ・ザ・イヤーでもあるジョディ・アン・パターソンとの婚約を発表。2人は2006年10月7日、カリフォルニア州ナパのアンドレッティ・ワイナリーで結婚。

## ファミリー
マイケルの出自であるアンドレッティ家は著名なレース一家である。父親はフォーミュラ1、インディ500、NASCARの伝説的ドライバー、マリオ・アンドレッティ。 弟のジェフ・アンドレッティは、CART、インディ500に参戦。マイケルのおじアルド・アンドレッティ（マリオの双子の兄弟）は事故で引退するまでフォーミュラカーレーサーであった。 アルドの息子ジョン・アンドレッティ（マイケルのいとこ）はNASCARのレギュラーになる以前はインディカーに出場していたが、インディ500に出場するためインディカーに復帰、2007年から2011年にかけて参戦。アルドの他の息子、アダムもレーシングドライバーである。マイケルの息子マルコは2006年にインディカー・シリーズにデビューを果たした。アンドレッティ家は5人の親族（マイケル、マリオ、マルコ、ジェフ、ジョン）が同じシリーズ（CART、チャンプカー、インディカー）に参戦するという名門となった。

## レース戦績

### ル・マン24時間
| 年   | クラス | 車番 | タイヤ | 車両                                           | チーム                         | コ・ドライバー                                    | ラップ数 | 総合順位 | クラス順位 |
| ---- | ------ | ---- | ------ | ---------------------------------------------- | ------------------------------ | ------------------------------------------------- | -------- | -------- | ---------- |
| 1983 | C      | 21   | G      | ポルシェ・956 ポルシェ・935 2.6L Turbo Flat-6  | ポルシェ・クレマー・レーシング | - マリオ・アンドレッティ - フィリップ・アリオー   | 364      | 3位      | 3位        |
| 1988 | C1     | 19   | D      | ポルシェ・962C ポルシェ・935 3.0L Turbo Flat-6 | ポルシェ AG                    | - マリオ・アンドレッティ - ジョン・アンドレッティ | 375      | 6位      | 6位        |
| 1997 | LMP    | 9    | M      | クラージュ C36 ポルシェ・935 3.0L Turbo Flat-6 | クラージュ・コンペティション   | - マリオ・アンドレッティ - オリビエ・グルイヤール | 197      | DNF      | DNF        |

### CART
| 年     | チーム                         | 1        | 2       | 3        | 4        | 5       | 6        | 7        | 8        | 9        | 10      | 11      | 12       | 13      | 14      | 15       | 16      | 17      | 18      | 19      | 20      | 21    | 順位 | ポイント |
| ------ | ------------------------------ | -------- | ------- | -------- | -------- | ------- | -------- | -------- | -------- | -------- | ------- | ------- | -------- | ------- | ------- | -------- | ------- | ------- | ------- | ------- | ------- | ----- | ---- | -------- |
| 1983年 | クラコ・レーシング             | ATL      | INDY    | MIL      | CLE      | MIS1    | ROA      | POC      | RIV      | MDO      | MIS2    | LVG Ret | LS Ret   | PHX 9   |         |          |         |         |         |         |         |       | 26位 | 4        |
| 1984年 | クラコ・レーシング             | LBH 10   | PHX1 3  | INDY 5   | MIL 4    | POR 12  | MEA Ret  | CLE 3    | MIS1 Ret | ROA 16   | POC Ret | MDO Ret | SAN 3    | MIS2 7  | PHX2 3  | LS 3     | LVG Ret |         |         |         |         |       | 7位  | 102      |
| 1985年 | クラコ・レーシング             | LBH Ret  | INDY 8  | MIL Ret  | POR Ret  | MEA 4   | CLE 7    | MIS1 Ret | ROA 2    | POC Ret  | MDO Ret | SAN Ret | MIS2 Ret | LS 9    | PHX 5   | MIA Ret  |         |         |         |         |         |       | 9位  | 53       |
| 1986年 | クラコ・レーシング             | PHX1 Ret | LBH 1   | INDY 6   | MIL 1    | POR 2   | MEA Ret  | CLE 2    | TOR Ret  | MIS1 Ret | POC Ret | MDO 10  | SAN 6    | MIS2 2  | ROA 2   | LS 3     | PHX2 1  | MIA Ret |         |         |         |       | 2位  | 171      |
| 1987年 | クラコ・レーシング             | LBH 4    | PHX 4   | INDY Ret | MIL 1    | POR 2   | MEA 5    | CLE 6    | TOR 5    | MIS 1    | POC 8   | ROA Ret | MDO Ret  | NAZ 1   | LS Ret  | MIA1 Ret | MIA 1   |         |         |         |         |       | 2位  | 158      |
| 1988年 | クラコ・レーシング             | PHX 3    | LBH 7   | INDY 4   | MIL 7    | POR 11  | CLE Ret  | TOR 3    | MEA 6    | MIS 3    | POC Ret | MDO Ret | ROA 5    | NAZ 2   | LS 2    | MIA1     | MIA Ret |         |         |         |         |       | 6位  | 119      |
| 1989年 | ニューマン・ハース・レーシング | PHX 4    | LBH 2   | INDY Ret | MIL 2    | DET Ret | POR 6    | CLE Ret  | MEA Ret  | TOR 1    | MIS 1   | POC 3   | MDO 3    | ROA Ret | NAZ 5   | LS1 7    | LS 7    |         |         |         |         |       | 3位  | 150      |
| 1990年 | ニューマン・ハース・レーシング | PHX Ret  | LBH 4   | INDY Ret | MIL 5    | DET 1   | POR 1    | CLE Ret  | MEA 1    | TOR 2    | MIS Ret | DEN 5   | VAN Ret  | MDO 1   | ROA 1   | NAZ1 6   | NAZ 5   | LS 3    |         |         |         |       | 2位  | 181      |
| 1991年 | ニューマン・ハース・レーシング | SRF Ret  | LBH Ret | PHX 4    | INDY 2   | MIL 1   | DET Ret  | POR 1    | CLE 1    | MEA Ret  | TOR 1   | MIS Ret | DEN 3    | VAN 1   | MDO 1   | ROA 1    | NAZ 3   | LS1     | LS 1    |         |         |       | 1位  | 234      |
| 1992年 | ニューマン・ハース・レーシング | SRF Ret  | PHX 10  | LBH Ret  | INDY Ret | DET 4   | POR 1    | MIL 1    | NHM 2    | TOR 1    | MIS Ret | CLE 2   | ROA 4    | VAN 1   | MDO Ret | NAZ1 2   | NAZ 2   | LS 1    |         |         |         |       | 2位  | 192      |
| 1994年 | チップ・ガナッシ・レーシング   | SRF 1    | PHX Ret | LBH 6    | INDY 6   | MIL 4   | DET 5    | POR Ret  | CLE Ret  | TOR 1    | MIS Ret | MDO 5   | NHM 5    | VAN 3   | ROA Ret | NZR 9    | LS Ret  |         |         |         |         |       | 4位  | 118      |
| 1995年 | ニューマン・ハース・レーシング | MIA Ret  | SRF Ret | PHX 2    | LBH 9    | NZR Ret | INDY Ret | MIL 3    | DET 4    | POR 4    | ROA Ret | TOR 1   | CLE 7    | MIS Ret | MDO Ret | NHM 2    | VAN Ret | LS 4    |         |         |         |       | 4位  | 123      |
| 1996年 | ニューマン・ハース・レーシング | HMS 9    | RIO Ret | SRF Ret  | LBH 7    | NZR 1   | MIS1 Ret | MIL 1    | DET 1    | POR 11   | CLE Ret | TOR Ret | MIS2 Ret | MDO 3   | ROA 1   | VAN 1    | LS 9    |         |         |         |         |       | 2位  | 132      |
| 1997年 | ニューマン・ハース・レーシング | HMS 1    | SRF 2   | LBH Ret  | NZR 2    | RIO Ret | STL 11   | MIL 2    | DET 2    | POR 8    | CLE Ret | TOR 4   | MIS Ret  | MDO 8   | ROA Ret | VAN Ret  | LS Ret  | FON Ret |         |         |         |       | 8位  | 108      |
| 1998年 | ニューマン・ハース・レーシング | HMS 1    | MOT 14  | LBH Ret  | NZR Ret  | RIO 5   | STL 2    | MIL Ret  | DET 10   | POR 17   | CLE 2   | TOR 2   | MIS 6    | MDO Ret | ROA Ret | VAN 2    | LS 10   | HOU Ret | SRF Ret | FON Ret |         |       | 8位  | 108      |
| 1999年 | ニューマン・ハース・レーシング | HMS 2    | MOT 5   | LBH 7    | NZR 6    | RIO Ret | STL 1    | MIL 15   | POR 10   | CLE 3    | ROA 2   | TOR Ret | MIS 4    | DET 4   | MDO 8   | CHI Ret  | VAN 14  | LS 10   | HOU 3   | SRF 5   | FON Ret |       | 4位  | 151      |
| 2000年 | ニューマン・ハース・レーシング | HMS Ret  | LBH Ret | RIO 9    | MOT 1    | NZR 6   | MIL 2    | DET Ret  | POR 4    | CLE 4    | TOR 1   | MIS 2   | CHI 2    | MDO 8   | ROA Ret | VAN Ret  | LS 14   | STL Ret | HOU 13  | SRF Ret | FON Ret |       | 8位  | 127      |
| 2001年 | チーム・モトローラ             | MTY 4    | LBH Ret | TXS NH   | NAZ 6    | MOT Ret | MIL 2    | DET 4    | POR 8    | CLE 15   | TOR 1   | MIS Ret | CHI Ret  | MDO Ret | ROA 2   | VAN 3    | LAU 4   | ROC 5   | HOU Ret | LS 14   | SRF 2   | FON 7 | 3位  | 147      |
| 2002年 | チーム・モトローラ             | MTY 12   | LBH 1*  | MOT 16   | MIL 7    | LS 11   | POR 9    | CHI 15   | TOR 11   | CLE 2    | VAN 6   | MDO 3   | ROA 10   | MTL 8   | DEN 13  | ROC 10   | MIA 8   | SRF 9   | FON 2   | MEX 17  |         |       | 9位  | 110      |

- (Event)1 : ノンタイトル戦。

### インディカー・シリーズ
| 年     | チーム                               | 1     | 2       | 3     | 4        | 5       | 6    | 7    | 8   | 9   | 10  | 11  | 12  | 13  | 14  | 15  | 16  | 17  | 順位 | ポイント |
| ------ | ------------------------------------ | ----- | ------- | ----- | -------- | ------- | ---- | ---- | --- | --- | --- | --- | --- | --- | --- | --- | --- | --- | ---- | -------- |
| 2001年 | チーム・モトローラ                   | PHX   | HMS     | ATL   | INDY 3   | TXS     | PPIR | RIR  | KAN | NSH | KTY | STL | CHI | TX2 |     |     |     |     | 34位 | 35       |
| 2002年 | チーム・モトローラ                   | HMS   | PHX     | FON   | NZR      | INDY 7  | TXS  | PPIR | RIR | KAN | NSH | MIS | KTY | STL | CHI | TX2 |     |     | 38位 | 26       |
| 2003年 | アンドレッティ・グリーン・レーシング | HMS 6 | PHX Ret | MOT 4 | INDY Ret | TXS     | PPIR | RIR  | KAN | NSH | MIS | STL | KTY | NZR | CHI | FON | TX2 |     | 24位 | 80       |
| 2006年 | アンドレッティ・グリーン・レーシング | HMS   | STP     | MOT   | INDY 3   | WGL     | TXS  | RIR  | KAN | NSH | MIL | MIS | KTY | SNM | CHI |     |     |     | 24位 | 35       |
| 2007年 | アンドレッティ・グリーン・レーシング | HMS   | STP     | MOT   | KAN      | INDY 13 | MIL  | TXS  | IOW | RIR | WGL | NSH | MDO | MIS | KTY | SNM | DET | CHI | 27位 | 17       |

### インディ500
| 年   | シャシー   | エンジン            | スタート | フィニッシュ | チーム                   |
| ---- | ---------- | ------------------- | -------- | ------------ | ------------------------ |
| 1984 | マーチ     | コスワース          | 4        | 5            | クラコ                   |
| 1985 | ローラ     | コスワース          | 15       | 8            | クラコ                   |
| 1986 | マーチ     | コスワース          | 3        | 6            | クラコ                   |
| 1987 | マーチ     | コスワース          | 9        | 29           | クラコ                   |
| 1988 | マーチ     | コスワース          | 10       | 4            | クラコ                   |
| 1989 | ローラ     | シボレー            | 21       | 17           | ニューマン・ハース       |
| 1990 | ローラ     | シボレー            | 5        | 20           | ニューマン・ハース       |
| 1991 | ローラ     | シボレー            | 5        | 2            | ニューマン・ハース       |
| 1992 | ローラ     | フォード-コスワース | 6        | 13           | ニューマン・ハース       |
| 1994 | レイナード | フォード-コスワース | 5        | 6            | ガナッシ                 |
| 1995 | ローラ     | フォード-コスワース | 4        | 25           | ニューマン・ハース       |
| 2001 | ダラーラ   | オールズモビル      | 21       | 3            | チーム・グリーン         |
| 2002 | ダラーラ   | シボレー            | 25       | 7            | チーム・グリーン         |
| 2003 | ダラーラ   | ホンダ              | 13       | 27           | アンドレッティ・グリーン |
| 2006 | ダラーラ   | ホンダ              | 13       | 3            | アンドレッティ・グリーン |
| 2007 | ダラーラ   | ホンダ              | 11       | 13           | アンドレッティ・グリーン |

### F1
(key)
| 年     | チーム       | シャシー | 1       | 2       | 3       | 4       | 5     | 6     | 7      | 8     | 9       | 10      | 11      | 12    | 13    | 14  | 15  | 16  | WDC  | ポイント |
| ------ | ------------ | -------- | ------- | ------- | ------- | ------- | ----- | ----- | ------ | ----- | ------- | ------- | ------- | ----- | ----- | --- | --- | --- | ---- | -------- |
| 1993年 | マクラーレン | MP4/8    | RSA Ret | BRA Ret | EUR Ret | SMR Ret | ESP 5 | MON 8 | CAN 14 | FRA 6 | GBR Ret | GER Ret | HUN Ret | BEL 8 | ITA 3 | POR | JPN | AUS | 11位 | 7        |

- 太字はポールポジション、斜字はファステストラップ。(key)